# Gregorio Benito
Gregorio Benito Rubio, beceneve Goyo (El Puente del Arzobispo, 1946. október 21. – Madrid, 2020. április 2.) válogatott spanyol labdarúgó, hátvéd.

## Pályafutása

### Klubcsapatban
1963-ban a Real Madrid korosztályos csapatában kezdte a labdarúgást. 1966 és 1968 között kölcsönben szerepelt a Rayo Vallecano együttesében, majd visszatért a Realhoz, ahol 1982-ig, pályafutása végéig játszott. A Real Madriddal hat bajnok címet és öt spanyolkupa-győzelmet szerzett. Tagja volt az 1970–71-es idényben KEK-döntős csapatnak.

### A válogatottban
Az 1968-as mexikóvárosi olimpián negyeddöntős volt a csapattal. 1971 és 1978 között 22 alkalommal szerepelt a spanyol A-válogatottban.

## Sikerei, díjai
Real Madrid
- Spanyol bajnokság
  - bajnok (6): 1971–72, 1974–75, 1975–76, 1977–78, 1978–79, 1979–80
- Spanyol kupa (Copa del Rey)
  - győztes (5): 1970, 1974, 1975, 1980, 1982
- Kupagyőztesek Európa-kupája (KEK)
  - döntős: 1970–71